# Похищение в Париже
Похищение в Париже (фр. L'attentat) — франко-итало-немецкий фильм-триллер 1972 года, снятый режиссёром Ивом Буассе. Сюжет фильма был вдохновлён делом марокканского политического деятеля Бен Барки.

## Сюжет
Садиэль, лидер оппозиции арабской страны, был вынужден эмигрировать в Швейцарияю, спасаясь от авторитарного режима своей родины. Однако американские и французские спецслужбы решают устранить его, но сделать это как можно незаметнее. Из-за дипломатических сложностей операцию нельзя провести в Швейцарии, поэтому принято решение заманить Садиэля в Париж.
Франсуа Дариен — радикально левый интеллектуал, задержанный полицией во время антивоенного протеста против войны во Вьетнаме. Однако его арест не случаен: спецслужбы считают, что он идеально подходит для их плана. С одной стороны, Дариен искренне доверяет Садиэлю, а с другой — уже имел опыт сотрудничества с полицией в 1960 году, когда входил в сеть поддержки алжирского НСО. Через его адвоката, который выступает посредником между ним и спецслужбами, ему предлагают должность политического директора телепередач о третьем мире. В качестве первого задания он должен организовать международную телевизионную дискуссию с участием Садиэля. Дариен рассчитывает провести встречу в Женеве, но ему недвусмысленно дают понять, что она должна состояться именно в Париже.
Когда Дариен приезжает в Женеву, чтобы встретиться с Садиэлем, он удивляется тому, как легко тот соглашается. На самом деле Садиэль намерен использовать передачу для тайных переговоров с правительственными эмиссарами, чтобы обсудить свое возможное возвращение на родину. Дариен искренне верит, что помогает ему, не подозревая, что стал ключевой частью заговора.
Прибыв в Париж, Садиэль вскоре оказывается в ловушке. Пока Дариен и его друзья проводят время в пивной, французская полиция перехватывает его и доставляет в загородный особняк, принадлежащий мошеннику, который периодически оказывает "услуги государству". В ту же ночь в Париж прилетает полковник Кассар, глава секретной службы страны Садиэля. Его сразу же отвозят на виллу, где он пытается подкупить Садиэля, а затем приступает к допросу.
Тем временем Дариен, заподозрив неладное, тоже приезжает на виллу, чтобы выяснить, что происходит. Он оказывается безоружным и загнанным в угол, но ему удается сбежать и вернуться в город. Теперь он становится настолько опасным свидетелем, что после его побега вся операция временно приостанавливается. Осознав, что за ним охотятся, Дариен решает скрыться, чтобы спастись и докопаться до правды. С помощью бывшего помощника он связывается с адвокатом Компартии, а затем с комиссаром судебной полиции.
Сначала скептически настроенный, комиссар все же решает провести обыск на вилле, но к тому моменту все улики уже уничтожены. Однако он начинает подозревать, что произошло нечто незаконное. Как настоящий профессионал, он намерен выяснить правду любой ценой.
Дариен тем временем записывает аудиокассету с разоблачениями, надеясь, что её обнародование сможет защитить его. Но заговор оказался куда более тщательно спланированным, чем он мог представить...